# Amy Winehouse/Auszeichnungen für Musikverkäufe

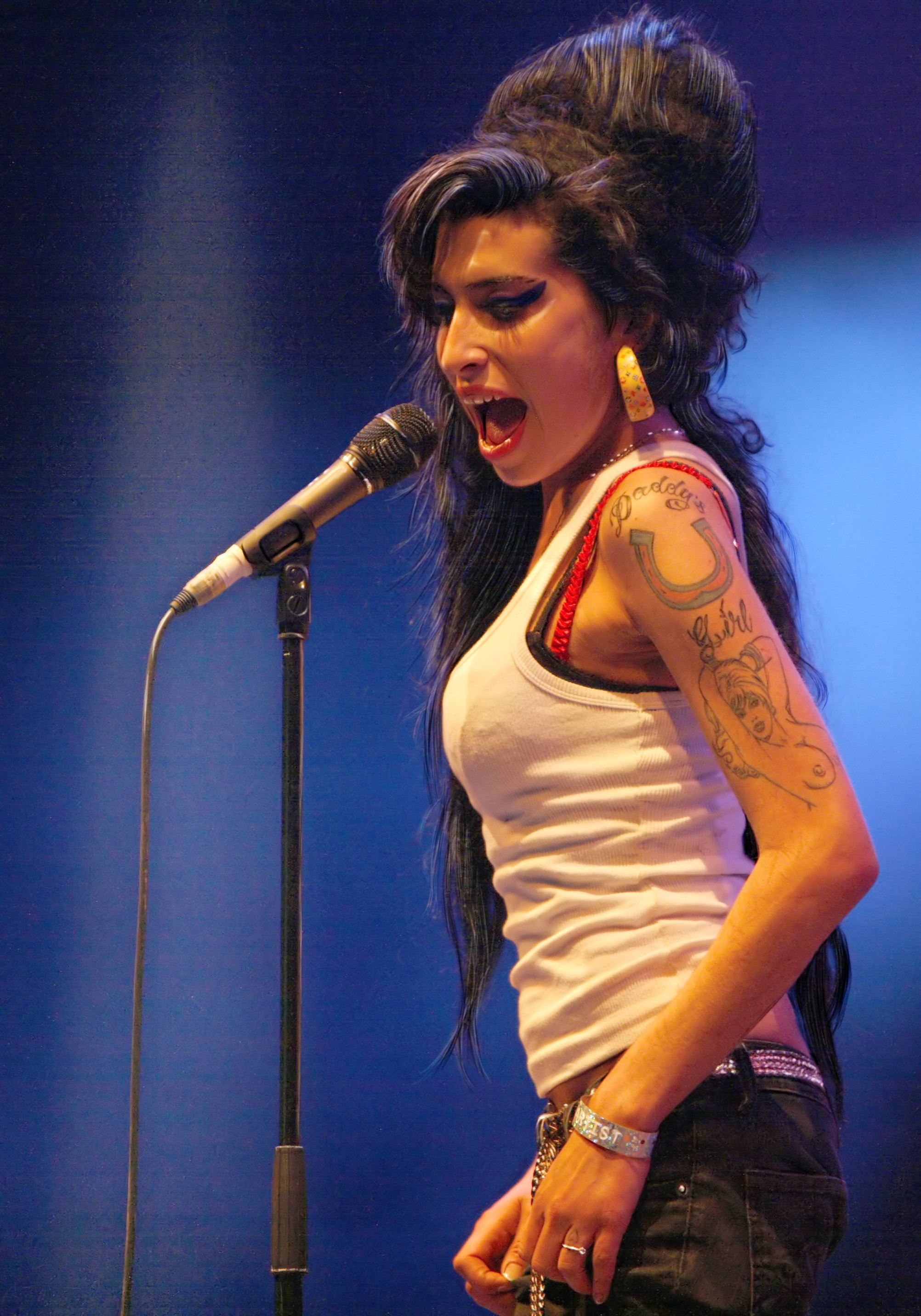
Amy Winehouse (2007)

Dies ist eine Übersicht über die Auszeichnungen für Musikverkäufe der britischen Pop-, Soul- und Jazzsängerin Amy Winehouse. Die Auszeichnungen finden sich nach ihrer Art (Gold, Platin usw.), nach Staaten getrennt in chronologischer Reihenfolge, geordnet sowie nach den Tonträgern selbst, ebenfalls in chronologischer Reihenfolge, getrennt nach Medium (Alben, Singles usw.), wieder.

## Auszeichnungen
| - Vereinigtes Königreich - 2017: für das Album Amy - 2022: für die Single Stronger Than Me - 2023: für die Single Our Day Will Come - 2024: für das Lied Wake Up Alone - 2024: für die Single Will You Still Love Me Tomorrow? - 2024: für das Lied He Can Only Hold Her - 2024: für die Single Fuck Me Pumps - Argentinien - 2007: für das Album Back to Black - Australien - 2007: für das Videoalbum I Told You I Was Trouble – Live In London - 2011: für das Album Frank - Belgien - 2008: für das Album Frank - 2008: für das Album Frank (Deluxe-Edition) - 2008: für die Single Rehab - Brasilien - 2009: für das Album Frank - 2013: für das Album Amy Winehouse at the BBC - 2024: für die Single Our Day Will Come - Dänemark - 2008: für das Album Frank - 2008: für die Single You Know I’m No Good - 2022: für die Single Tears Dry on Their Own - Deutschland - 2023: für die Single You Know I’m No Good - Frankreich - 2019: für das Videoalbum I Told You I Was Trouble – Live In London - Italien - 2014: für die Single Love Is a Losing Game - 2017: für das Lied Valerie (Solo-Version) - 2018: für die Single You Know I’m No Good - 2023: für die Single Valerie (mit Mark Ronson) - 2024: für die Single Tears Dry on Their Own - Japan - 2008: für das Album Back to Black - Kolumbien - 2012: für das Album Lioness: Hidden Treasures - Mexiko - 2012: für das Album Lioness: Hidden Treasures - Neuseeland - 2008: für das Videoalbum I Told You I Was Trouble – Live In London - 2018: für das Album Frank - 2019: für das Album Amy - Österreich - 2011: für das Album Frank - 2012: für das Videoalbum I Told You I Was Trouble – Live In London - Polen - 2008: für das Album Frank - Portugal - 2008: für das Album Frank - Russland - 2012: für das Album Lioness: Hidden Treasures - Spanien - 2008: für das Album Frank - 2011: für das Videoalbum I Told You I Was Trouble – Live In London - 2024: für die Single Love Is a Losing Game - 2024: für die Single Tears Dry on Their Own - Türkei - 2009: für das Album Back to Black - Vereinigtes Königreich - 2025: für das Lied Me & Mr. Jones | - Argentinien - 2007: für das Videoalbum I Told You I Was Trouble – Live In London - Australien - 2021: für das Album Lioness: Hidden Treasures - Belgien - 2012: für das Album Lioness: Hidden Treasures - Brasilien - 2012: für das Album Lioness: Hidden Treasures - 2023: für das Lied He Can Only Hold Her - 2023: für das Lied Some Unholy War - 2023: für das Lied Wake Up Alone - 2023: für das Lied Valerie (Solo-Version) - 2023: für die Single Just Friends - 2023: für das Lied Me & Mr. Jones - 2023: für die Single Rehab - Dänemark - 2008: für die Single Rehab - 2011: für das Album Lioness: Hidden Treasures - 2022: für die Single Back to Black - Deutschland - 2008: für das Album Frank - 2012: für das Videoalbum I Told You I Was Trouble – Live In London - 2012: für das Album Lioness: Hidden Treasures - 2023: für die Single Valerie (mit Mark Ronson) - 2023: für die Single Rehab - Europa - 2011: für das Album Lioness: Hidden Treasures - Finnland - 2008: für das Album Back to Black - Griechenland - 2008: für das Album Back to Black - Italien - 2012: für die Single Rehab - 2012: für das Album Lioness: Hidden Treasures - 2015: für das Album Frank - Kanada - 2007: für das Album Back to Black - Neuseeland - 2022: für die Single You Know I’m No Good - Norwegen - 2007: für das Album Back to Black - Österreich - 2012: für das Album Lioness: Hidden Treasures - Polen - 2012: für das Album Lioness: Hidden Treasures - Portugal - 2008: für das Videoalbum I Told You I Was Trouble – Live In London - 2022: für das Album Lioness: Hidden Treasures - Schweden - 2008: für das Album Back to Black - Schweiz - 2008: für das Album Frank - 2011: für die Single Back to Black - 2011: für die Single Rehab - 2011: für die Single You Know I’m No Good - 2012: für das Album Lioness: Hidden Treasures - Spanien - 2012: für das Album Lioness: Hidden Treasures - 2024: für das Lied Valerie (Solo-Version) - 2024: für die Single You Know I’m No Good - 2025: für die Single Valerie (mit Mark Ronson) - Ungarn - 2008: für das Album Back to Black - Vereinigte Staaten - 2010: für die Single Rehab - 2015: für die Single Back to Black - Vereinigtes Königreich - 2013: für das Videoalbum I Told You I Was Trouble – Live In London - 2021: für die Single You Know I’m No Good - 2022: für das Lied Valerie (Solo-Version) - 2024: für die Single Love Is a Losing Game - Deutschland - 2023: für die Single Back to Black | - Brasilien - 2023: für die Single Love Is a Losing Game - Europa - 2011: für das Album Frank - Frankreich - 2007: für das Album Back to Black - Griechenland - 2024: für die Single Back to Black - Irland - 2011: für das Album Lioness: Hidden Treasures - Italien - 2018: für die Single Back to Black - Neuseeland - 2018: für das Album Lioness: Hidden Treasures - 2021: für das Lied Valerie (Solo-Version) - 2022: für die Single Rehab - 2022: für die Single Back to Black - 2024: für die Single Tears Dry on Their Own - Niederlande - 2008: für das Album Back to Black - Polen - 2008: für das Album Back to Black - Portugal - 2008: für das Album Back to Black - 2024: für die Single Back to Black - Russland - 2008: für das Album Back to Black - Vereinigte Staaten - 2008: für das Album Back to Black - Vereinigtes Königreich - 2008: für das Album Back to Black (Deluxe-Edition) - 2015: für das Videoalbum Amy - 2023: für die Single Tears Dry on Their Own - 2023: für die Single Rehab - Australien - 2021: für die Single Valerie (mit Mark Ronson) - Belgien - 2008: für das Album Back to Black - Spanien - 2011: für die Single Rehab - 2025: für die Single Back to Black - Vereinigtes Königreich - 2008: für das Album Frank - 2020: für das Album Lioness: Hidden Treasures - 2024: für die Single Back to Black - Italien - 2022: für das Album Back to Black - Vereinigtes Königreich - 2025: für die Single Valerie (mit Mark Ronson) - Australien - 2021: für das Album Back to Black - Deutschland - 2010: für das Album Back to Black - Neuseeland - 2023: für das Album Back to Black - 2025: für die Single Valerie (mit Mark Ronson) - Österreich - 2011: für das Album Back to Black - Schweiz - 2011: für das Album Back to Black - Spanien - 2012: für das Album Back to Black - Dänemark - 2024: für das Album Back to Black - Europa - 2011: für das Album Back to Black - Vereinigtes Königreich - 2025: für das Album Back to Black - Brasilien - 2009: für das Videoalbum I Told You I Was Trouble – Live In London - 2010: für das Album Back to Black - 2023: für die Single Tears Dry on Their Own - 2023: für die Single Back to Black |

## Auszeichnungen nach Alben

### Frank
| Land/Region                  | Auszeichnungen für Musikverkäufe (Land/Region, Auszeichnung, Verkäufe) | Verkäufe    |
| ---------------------------- | ---------------------------------------------------------------------- | ----------- |
| Australien (ARIA)            | Gold                                                                   | 35.000      |
| Belgien (BRMA)               | Gold (Standard) · + Gold (Deluxe-Edition)                              | (40.000)    |
| Brasilien (PMB)              | Gold                                                                   | 50.000      |
| Dänemark (IFPI)              | Gold                                                                   | (20.000)    |
| Deutschland (BVMI)           | Platin                                                                 | (200.000)   |
| Europa (IFPI)                | 2× Platin                                                              | 2.000.000   |
| Italien (FIMI)               | Platin                                                                 | (50.000)    |
| Neuseeland (RMNZ)            | Gold                                                                   | 7.500       |
| Österreich (IFPI)            | Gold                                                                   | (15.000)    |
| Polen (ZPAV)                 | Gold                                                                   | (35.000)    |
| Portugal (AFP)               | Gold                                                                   | (10.000)    |
| Schweiz (IFPI)               | Gold                                                                   | (40.000)    |
| Spanien (Promusicae)         | Gold                                                                   | (50.000)    |
| Vereinigte Staaten (RIAA)    | —                                                                      | 315.000     |
| Vereinigtes Königreich (BPI) | 3× Platin                                                              | (1.090.000) |
| Insgesamt                    | 10× Gold · 8× Platin ·                                                 | 2.407.500   |

### Back to Black
| Land/Region                  | Auszeichnungen für Musikverkäufe (Land/Region, Auszeichnung, Verkäufe) | Verkäufe    |
| ---------------------------- | ---------------------------------------------------------------------- | ----------- |
| Argentinien (CAPIF)          | Gold                                                                   | 20.000      |
| Australien (ARIA)            | 6× Platin                                                              | 420.000     |
| Belgien (BRMA)               | 3× Platin                                                              | 150.000     |
| Brasilien (PMB)              | Diamant                                                                | 250.000     |
| Dänemark (IFPI)              | 8× Platin                                                              | 160.000     |
| Deutschland (BVMI)           | 6× Platin                                                              | 1.200.000   |
| Europa (IFPI)                | 8× Platin                                                              | (8.000.000) |
| Finnland (IFPI)              | Platin                                                                 | 33.884      |
| Frankreich (SNEP)            | 2× Platin                                                              | 400.000     |
| Griechenland (IFPI)          | Platin                                                                 | 15.000      |
| Italien (FIMI)               | 4× Platin                                                              | 200.000     |
| Japan (RIAJ)                 | Gold                                                                   | 100.000     |
| Kanada (MC)                  | Platin                                                                 | 100.000     |
| Neuseeland (RMNZ)            | 6× Platin                                                              | 90.000      |
| Niederlande (NVPI)           | 2× Platin                                                              | 120.000     |
| Norwegen (IFPI)              | Platin                                                                 | 30.000      |
| Österreich (IFPI)            | 7× Platin                                                              | 210.000     |
| Polen (ZPAV)                 | 2× Platin                                                              | 40.000      |
| Portugal (AFP)               | 2× Platin                                                              | 40.000      |
| Russland (NFPF)              | 2× Platin                                                              | 40.000      |
| Schweden (IFPI)              | Platin                                                                 | 40.000      |
| Schweiz (IFPI)               | 7× Platin                                                              | 210.000     |
| Spanien (Promusicae)         | 7× Platin                                                              | 560.000     |
| Türkei (Mü-YAP)              | Gold                                                                   | 5.000       |
| Ungarn (MAHASZ)              | Platin                                                                 | 6.000       |
| Vereinigte Staaten (RIAA)    | 2× Platin                                                              | 3.000.000   |
| Vereinigtes Königreich (BPI) | 15× Platin · + 2× Platin (Deluxe-Box)                                  | 5.100.000   |
| Insgesamt                    | 3× Gold · 97× Platin · 1× Diamant ·                                    | 12.539.884  |

### Lioness: Hidden Treasures
| Land/Region                  | Auszeichnungen für Musikverkäufe (Land/Region, Auszeichnung, Verkäufe) | Verkäufe    |
| ---------------------------- | ---------------------------------------------------------------------- | ----------- |
| Australien (ARIA)            | Platin                                                                 | 70.000      |
| Belgien (BRMA)               | Platin                                                                 | 30.000      |
| Brasilien (PMB)              | Platin                                                                 | 40.000      |
| Dänemark (IFPI)              | Platin                                                                 | 30.000      |
| Deutschland (BVMI)           | Platin                                                                 | 200.000     |
| Europa (IFPI)                | Platin                                                                 | (1.000.000) |
| Irland (IRMA)                | 2× Platin                                                              | 30.000      |
| Italien (FIMI)               | Platin                                                                 | 60.000      |
| Kolumbien (ASINCOL)          | Gold                                                                   | 5.000       |
| Mexiko (AMPROFON)            | Gold                                                                   | 30.000      |
| Neuseeland (RMNZ)            | 2× Platin                                                              | 30.000      |
| Österreich (IFPI)            | Platin                                                                 | 20.000      |
| Polen (ZPAV)                 | Platin                                                                 | 20.000      |
| Portugal (AFP)               | Platin                                                                 | 15.000      |
| Russland (NFPF)              | Gold                                                                   | 10.000      |
| Schweiz (IFPI)               | Platin                                                                 | 30.000      |
| Spanien (Promusicae)         | Platin                                                                 | 40.000      |
| Vereinigte Staaten (RIAA)    | Platin                                                                 | 1.000.000   |
| Vereinigtes Königreich (BPI) | 3× Platin                                                              | 900.000     |
| Insgesamt                    | 3× Gold · 18× Platin ·                                                 | 2.560.000   |

### Amy Winehouse at the BBC
| Land/Region     | Auszeichnungen für Musikverkäufe (Land/Region, Auszeichnung, Verkäufe) | Verkäufe |
| --------------- | ---------------------------------------------------------------------- | -------- |
| Brasilien (PMB) | Gold                                                                   | 20.000   |
| Insgesamt       | 1× Gold ·                                                              | 20.000   |

### Amy
| Land/Region                  | Auszeichnungen für Musikverkäufe (Land/Region, Auszeichnung, Verkäufe) | Verkäufe |
| ---------------------------- | ---------------------------------------------------------------------- | -------- |
| Neuseeland (RMNZ)            | Gold                                                                   | 7.500    |
| Vereinigtes Königreich (BPI) | Silber                                                                 | 60.000   |
| Insgesamt                    | 1× Silber · 1× Gold ·                                                  | 67.500   |

## Auszeichnungen nach Singles

### Stronger Than Me
| Land/Region                  | Auszeichnungen für Musikverkäufe (Land/Region, Auszeichnung, Verkäufe) | Verkäufe |
| ---------------------------- | ---------------------------------------------------------------------- | -------- |
| Vereinigtes Königreich (BPI) | Silber                                                                 | 200.000  |
| Insgesamt                    | 1× Silber ·                                                            | 200.000  |

### Fuck Me Pumps
| Land/Region                  | Auszeichnungen für Musikverkäufe (Land/Region, Auszeichnung, Verkäufe) | Verkäufe |
| ---------------------------- | ---------------------------------------------------------------------- | -------- |
| Vereinigtes Königreich (BPI) | Silber                                                                 | 200.000  |
| Insgesamt                    | 1× Silber ·                                                            | 200.000  |

### Rehab
| Land/Region                  | Auszeichnungen für Musikverkäufe (Land/Region, Auszeichnung, Verkäufe) | Verkäufe  |
| ---------------------------- | ---------------------------------------------------------------------- | --------- |
| Belgien (BRMA)               | Gold                                                                   | 25.000    |
| Brasilien (PMB)              | Platin                                                                 | 60.000    |
| Dänemark (IFPI)              | Platin                                                                 | 15.000    |
| Deutschland (BVMI)           | Platin                                                                 | 300.000   |
| Italien (FIMI)               | Platin                                                                 | 20.000    |
| Neuseeland (RMNZ)            | 2× Platin                                                              | 60.000    |
| Schweiz (IFPI)               | Platin                                                                 | 30.000    |
| Spanien (Promusicae)         | 3× Platin                                                              | 120.000   |
| Vereinigte Staaten (RIAA)    | Platin                                                                 | 2.000.000 |
| Vereinigtes Königreich (BPI) | 2× Platin                                                              | 1.200.000 |
| Insgesamt                    | 1× Gold · 13× Platin ·                                                 | 3.560.000 |

### You Know I’m No Good
| Land/Region                  | Auszeichnungen für Musikverkäufe (Land/Region, Auszeichnung, Verkäufe) | Verkäufe  |
| ---------------------------- | ---------------------------------------------------------------------- | --------- |
| Dänemark (IFPI)              | Gold                                                                   | 7.500     |
| Deutschland (BVMI)           | Gold                                                                   | 150.000   |
| Italien (FIMI)               | Gold                                                                   | 25.000    |
| Neuseeland (RMNZ)            | Platin                                                                 | 30.000    |
| Schweiz (IFPI)               | Platin                                                                 | 30.000    |
| Spanien (Promusicae)         | Platin                                                                 | 60.000    |
| Vereinigte Staaten (RIAA)    | —                                                                      | 729.000   |
| Vereinigtes Königreich (BPI) | Platin                                                                 | 600.000   |
| Insgesamt                    | 3× Gold · 4× Platin ·                                                  | 1.631.500 |

### Back to Black
| Land/Region                  | Auszeichnungen für Musikverkäufe (Land/Region, Auszeichnung, Verkäufe) | Verkäufe  |
| ---------------------------- | ---------------------------------------------------------------------- | --------- |
| Brasilien (PMB)              | Diamant                                                                | 250.000   |
| Dänemark (IFPI)              | Platin                                                                 | 90.000    |
| Deutschland (BVMI)           | 3× Gold                                                                | 450.000   |
| Griechenland (IFPI)          | 2× Platin                                                              | 40.000    |
| Italien (FIMI)               | 2× Platin                                                              | 100.000   |
| Neuseeland (RMNZ)            | 2× Platin                                                              | 60.000    |
| Portugal (AFP)               | 2× Platin                                                              | 20.000    |
| Schweiz (IFPI)               | Platin                                                                 | 30.000    |
| Spanien (Promusicae)         | 3× Platin                                                              | 180.000   |
| Vereinigte Staaten (RIAA)    | Platin                                                                 | 1.000.000 |
| Vereinigtes Königreich (BPI) | 3× Platin                                                              | 1.800.000 |
| Insgesamt                    | 1× Gold · 18× Platin · 1× Diamant ·                                    | 4.020.000 |

### Tears Dry on Their Own
| Land/Region                  | Auszeichnungen für Musikverkäufe (Land/Region, Auszeichnung, Verkäufe) | Verkäufe  |
| ---------------------------- | ---------------------------------------------------------------------- | --------- |
| Brasilien (PMB)              | Diamant                                                                | 250.000   |
| Dänemark (IFPI)              | Gold                                                                   | 45.000    |
| Italien (FIMI)               | Gold                                                                   | 50.000    |
| Neuseeland (RMNZ)            | 2× Platin                                                              | 60.000    |
| Spanien (Promusicae)         | Gold                                                                   | 30.000    |
| Vereinigtes Königreich (BPI) | 2× Platin                                                              | 1.200.000 |
| Insgesamt                    | 3× Gold · 4× Platin · 1× Diamant ·                                     | 1.635.000 |

### Valerie(mitMark Ronson)
| Land/Region                  | Auszeichnungen für Musikverkäufe (Land/Region, Auszeichnung, Verkäufe) | Verkäufe  |
| ---------------------------- | ---------------------------------------------------------------------- | --------- |
| Australien (ARIA)            | 3× Platin                                                              | 210.000   |
| Deutschland (BVMI)           | Platin                                                                 | 300.000   |
| Italien (FIMI)               | Gold                                                                   | 50.000    |
| Neuseeland (RMNZ)            | 6× Platin                                                              | 180.000   |
| Spanien (Promusicae)         | Platin                                                                 | 60.000    |
| Vereinigtes Königreich (BPI) | 4× Platin                                                              | 2.400.000 |
| Insgesamt                    | 1× Gold · 15× Platin ·                                                 | 3.200.000 |

### Love Is a Losing Game
| Land/Region                  | Auszeichnungen für Musikverkäufe (Land/Region, Auszeichnung, Verkäufe) | Verkäufe |
| ---------------------------- | ---------------------------------------------------------------------- | -------- |
| Brasilien (PMB)              | 2× Platin                                                              | 120.000  |
| Italien (FIMI)               | Gold                                                                   | 15.000   |
| Spanien (Promusicae)         | Gold                                                                   | 30.000   |
| Vereinigtes Königreich (BPI) | Platin                                                                 | 600.000  |
| Insgesamt                    | 2× Gold · 3× Platin ·                                                  | 765.000  |

### Just Friends
| Land/Region     | Auszeichnungen für Musikverkäufe (Land/Region, Auszeichnung, Verkäufe) | Verkäufe |
| --------------- | ---------------------------------------------------------------------- | -------- |
| Brasilien (PMB) | Platin                                                                 | 60.000   |
| Insgesamt       | 1× Platin ·                                                            | 60.000   |

### Our Day Will Come
| Land/Region                  | Auszeichnungen für Musikverkäufe (Land/Region, Auszeichnung, Verkäufe) | Verkäufe |
| ---------------------------- | ---------------------------------------------------------------------- | -------- |
| Brasilien (PMB)              | Gold                                                                   | 30.000   |
| Vereinigtes Königreich (BPI) | Silber                                                                 | 200.000  |
| Insgesamt                    | 1× Silber · 1× Gold ·                                                  | 230.000  |

### Will You Still Love Me Tomorrow?
| Land/Region                  | Auszeichnungen für Musikverkäufe (Land/Region, Auszeichnung, Verkäufe) | Verkäufe |
| ---------------------------- | ---------------------------------------------------------------------- | -------- |
| Vereinigtes Königreich (BPI) | Silber                                                                 | 200.000  |
| Insgesamt                    | 1× Silber ·                                                            | 200.000  |

## Auszeichnungen nach Liedern

### Valerie(Soloversion)
| Land/Region                  | Auszeichnungen für Musikverkäufe (Land/Region, Auszeichnung, Verkäufe) | Verkäufe |
| ---------------------------- | ---------------------------------------------------------------------- | -------- |
| Brasilien (PMB)              | Platin                                                                 | 60.000   |
| Italien (FIMI)               | Gold                                                                   | 25.000   |
| Neuseeland (RMNZ)            | 2× Platin                                                              | 60.000   |
| Spanien (Promusicae)         | Platin                                                                 | 60.000   |
| Vereinigtes Königreich (BPI) | Platin                                                                 | 600.000  |
| Insgesamt                    | 1× Gold · 5× Platin ·                                                  | 805.000  |

### He Can Only Hold Her
| Land/Region                  | Auszeichnungen für Musikverkäufe (Land/Region, Auszeichnung, Verkäufe) | Verkäufe |
| ---------------------------- | ---------------------------------------------------------------------- | -------- |
| Brasilien (PMB)              | Platin                                                                 | 60.000   |
| Vereinigtes Königreich (BPI) | Silber                                                                 | 200.000  |
| Insgesamt                    | 1× Silber · 1× Platin ·                                                | 260.000  |

### Me & Mr. Jones
| Land/Region                  | Auszeichnungen für Musikverkäufe (Land/Region, Auszeichnung, Verkäufe) | Verkäufe |
| ---------------------------- | ---------------------------------------------------------------------- | -------- |
| Brasilien (PMB)              | Platin                                                                 | 60.000   |
| Vereinigtes Königreich (BPI) | Gold                                                                   | 400.000  |
| Insgesamt                    | 1× Gold · 1× Platin ·                                                  | 460.000  |

### Some Unholy War
| Land/Region     | Auszeichnungen für Musikverkäufe (Land/Region, Auszeichnung, Verkäufe) | Verkäufe |
| --------------- | ---------------------------------------------------------------------- | -------- |
| Brasilien (PMB) | Platin                                                                 | 60.000   |
| Insgesamt       | 1× Platin ·                                                            | 60.000   |

### Wake Up Alone
| Land/Region                  | Auszeichnungen für Musikverkäufe (Land/Region, Auszeichnung, Verkäufe) | Verkäufe |
| ---------------------------- | ---------------------------------------------------------------------- | -------- |
| Brasilien (PMB)              | Platin                                                                 | 60.000   |
| Vereinigtes Königreich (BPI) | Silber                                                                 | 200.000  |
| Insgesamt                    | 1× Silber · 1× Platin ·                                                | 260.000  |

## Auszeichnungen nach Videoalben

### Amy
| Land/Region                  | Auszeichnungen für Musikverkäufe (Land/Region, Auszeichnung, Verkäufe) | Verkäufe |
| ---------------------------- | ---------------------------------------------------------------------- | -------- |
| Vereinigtes Königreich (BPI) | 2× Platin                                                              | 100.000  |
| Insgesamt                    | 2× Platin ·                                                            | 100.000  |

### I Told You I Was Trouble – Live In London
| Land/Region                  | Auszeichnungen für Musikverkäufe (Land/Region, Auszeichnung, Verkäufe) | Verkäufe |
| ---------------------------- | ---------------------------------------------------------------------- | -------- |
| Argentinien (CAPIF)          | Platin                                                                 | 8.000    |
| Australien (ARIA)            | Gold                                                                   | 7.500    |
| Brasilien (PMB)              | Diamant                                                                | 125.000  |
| Deutschland (BVMI)           | Platin                                                                 | 50.000   |
| Frankreich (SNEP)            | Gold                                                                   | 5.000    |
| Neuseeland (RMNZ)            | Gold                                                                   | 2.500    |
| Österreich (IFPI)            | Gold                                                                   | 5.000    |
| Portugal (AFP)               | Platin                                                                 | 8.000    |
| Spanien (Promusicae)         | Gold                                                                   | 10.000   |
| Vereinigtes Königreich (BPI) | Platin                                                                 | 50.000   |
| Insgesamt                    | 5× Gold · 4× Platin · 1× Diamant ·                                     | 260.500  |

## Statistik und Quellen
| Land/RegionAuszeichnungen für Musikverkäufe (Land/Region, Auszeichnungen, Verkäufe, Quellen) | Silber     | Gold       | Platin         | Diamant     | Verkäufe   | Quellen                                                                   |
| -------------------------------------------------------------------------------------------- | ---------- | ---------- | -------------- | ----------- | ---------- | ------------------------------------------------------------------------- |
| Argentinien (CAPIF)                                                                          | —          | Gold1      | Platin1        | —           | 28.000     | capif.org.ar                                                              |
| Australien (ARIA)                                                                            | —          | 2× Gold2   | 10× Platin10   | —           | 742.500    | aria.com.au                                                               |
| Belgien (BRMA)                                                                               | —          | 3× Gold3   | 4× Platin4     | —           | 245.000    | ultratop.be                                                               |
| Brasilien (PMB)                                                                              | —          | 3× Gold3   | 10× Platin10   | 4× Diamant4 | 1.555.000  | pro-musicabr.org.br                                                       |
| Dänemark (IFPI)                                                                              | —          | 3× Gold3   | 11× Platin11   | —           | 367.500    | ifpi.dk                                                                   |
| Deutschland (BVMI)                                                                           | —          | 2× Gold2   | 12× Platin12   | —           | 2.850.000  | musikindustrie.de                                                         |
| Europa (IFPI)                                                                                | —          | —          | 11× Platin11   | —           | 11.000.000 | ifpi.org (Memento vom 15. Oktober 2013 im Internet Archive)               |
| Finnland (IFPI)                                                                              | —          | —          | Platin1        | —           | 33.884     | ifpi.fi                                                                   |
| Frankreich (SNEP)                                                                            | —          | Gold1      | 2× Platin2     | —           | 405.000    | snepmusique.com                                                           |
| Griechenland (IFPI)                                                                          | —          | —          | 3× Platin3     | —           | 55.000     | ifpi.gr                                                                   |
| Irland (IRMA)                                                                                | —          | —          | 2× Platin2     | —           | 30.000     | irishcharts.ie                                                            |
| Italien (FIMI)                                                                               | —          | 5× Gold5   | 9× Platin9     | —           | 595.000    | fimi.it                                                                   |
| Japan (RIAJ)                                                                                 | —          | Gold1      | —              | —           | 100.000    | riaj.or.jp                                                                |
| Kanada (MC)                                                                                  | —          | —          | Platin1        | —           | 100.000    | musiccanada.com                                                           |
| Kolumbien (ASINCOL)                                                                          | —          | Gold1      | —              | —           | 5.000      | rcnradio.com (Memento vom 28. Mai 2012 im Internet Archive)               |
| Mexiko (AMPROFON)                                                                            | —          | Gold1      | —              | —           | 30.000     | amprofon.com.mx                                                           |
| Neuseeland (RMNZ)                                                                            | —          | 3× Gold3   | 23× Platin23   | —           | 587.500    | radioscope.net.nz (Memento vom 24. Juli 2011 im Internet Archive) NZ2 NZ3 |
| Niederlande (NVPI)                                                                           | —          | —          | 2× Platin2     | —           | 120.000    | nvpi.nl                                                                   |
| Norwegen (IFPI)                                                                              | —          | —          | Platin1        | —           | 30.000     | ifpi.no (Memento vom 5. November 2012 im Internet Archive)                |
| Österreich (IFPI)                                                                            | —          | 2× Gold2   | 8× Platin8     | —           | 250.000    | ifpi.at                                                                   |
| Polen (ZPAV)                                                                                 | —          | Gold1      | 3× Platin3     | —           | 95.000     | olis.pl                                                                   |
| Portugal (AFP)                                                                               | —          | Gold1      | 6× Platin6     | —           | 93.000     | afp.org.pt                                                                |
| Russland (NFPF)                                                                              | —          | Gold1      | 2× Platin2     | —           | 50.000     | 2m-online.ru                                                              |
| Schweden (IFPI)                                                                              | —          | —          | Platin1        | —           | 40.000     | sverigetopplistan.se                                                      |
| Schweiz (IFPI)                                                                               | —          | —          | 12× Platin12   | —           | 370.000    | hitparade.ch                                                              |
| Spanien (Promusicae)                                                                         | —          | 4× Gold4   | 17× Platin17   | —           | 1.210.000  | elportaldemusica.es ES2                                                   |
| Türkei (Mü-YAP)                                                                              | —          | Gold1      | —              | —           | 5.000      | mu-yap.org (Memento vom 7. Oktober 2011 im Internet Archive)              |
| Ungarn (MAHASZ)                                                                              | —          | —          | Platin1        | —           | 6.000      | slagerlistak.hu                                                           |
| Vereinigte Staaten (RIAA)                                                                    | —          | —          | 4× Platin4     | —           | 7.467.000  | riaa.com                                                                  |
| Vereinigtes Königreich (BPI)                                                                 | 7× Silber7 | Gold1      | 40× Platin40   | —           | 16.660.000 | bpi.co.uk                                                                 |
| Insgesamt                                                                                    | 7× Silber7 | 37× Gold37 | 197× Platin197 | 4× Diamant4 |            |                                                                           |